# Divisione di Kanpur
La divisione di Kanpur è una divisione dello stato federato indiano dell'Uttar Pradesh, di 15 703 943 abitanti. Il suo capoluogo è Kanpur.
La divisione di Kanpur comprende i distretti di Auraiya, Etawah, Farrukhabad, Kannauj, Kanpur Dehat, Kanpur Nagar e Unnao.